# Nonzeville
Nonzeville est une commune française située dans le département des Vosges en région Grand Est. Elle est membre de la communauté de communes Bruyères - Vallons des Vosges.
Ses habitants sont appelés les Nonzevillois.

## Géographie

### Localisation
- 1Carte dynamique
- 2Carte Openstreetmap
- 3Carte topographique
- 4Carte avec les communes environnantes

Nonzeville est la commune à la plus petite superficie du département des Vosges. Elle se situe à une dizaine de kilomètres au sud de Rambervillers et autant au nord-ouest de Bruyères.
Le ruisseau de la Soie, qui y prend sa source, s'échappe vers l'est pour rejoindre l'Arentèle dans la commune voisine de Pierrepont-sur-l'Arentèle. La source située en contrebat du village alimente en eau potable la commune ainsi que les villages voisins de Destord et Pierrepont-sur-l'Arentèle.

### Géologie et relief
La commune se compose de 122,76 hectares de territoires agricoles (76,25 %) et 38,21 hectares de forêts et milieux semi-naturels (23,73 %).

### Hydrographie et les eaux souterraines
Hydrogéologie et climatologie : Système d’information pour la gestion des eaux souterraines du bassin Rhin-Meuse :
Territoire communal : Occupation du sol (Corinne Land Cover); Cours d'eau (BD Carthage),
Géologie : Carte géologique; Coupes géologiques et techniques,
 Hydrogéologie : Masses d'eau souterraine; BD Lisa; Cartes piézométriques.
La commune est située dans le bassin versant du Rhin au sein du bassin Rhin-Meuse. Elle n'est drainée par aucun cours d'eau,.

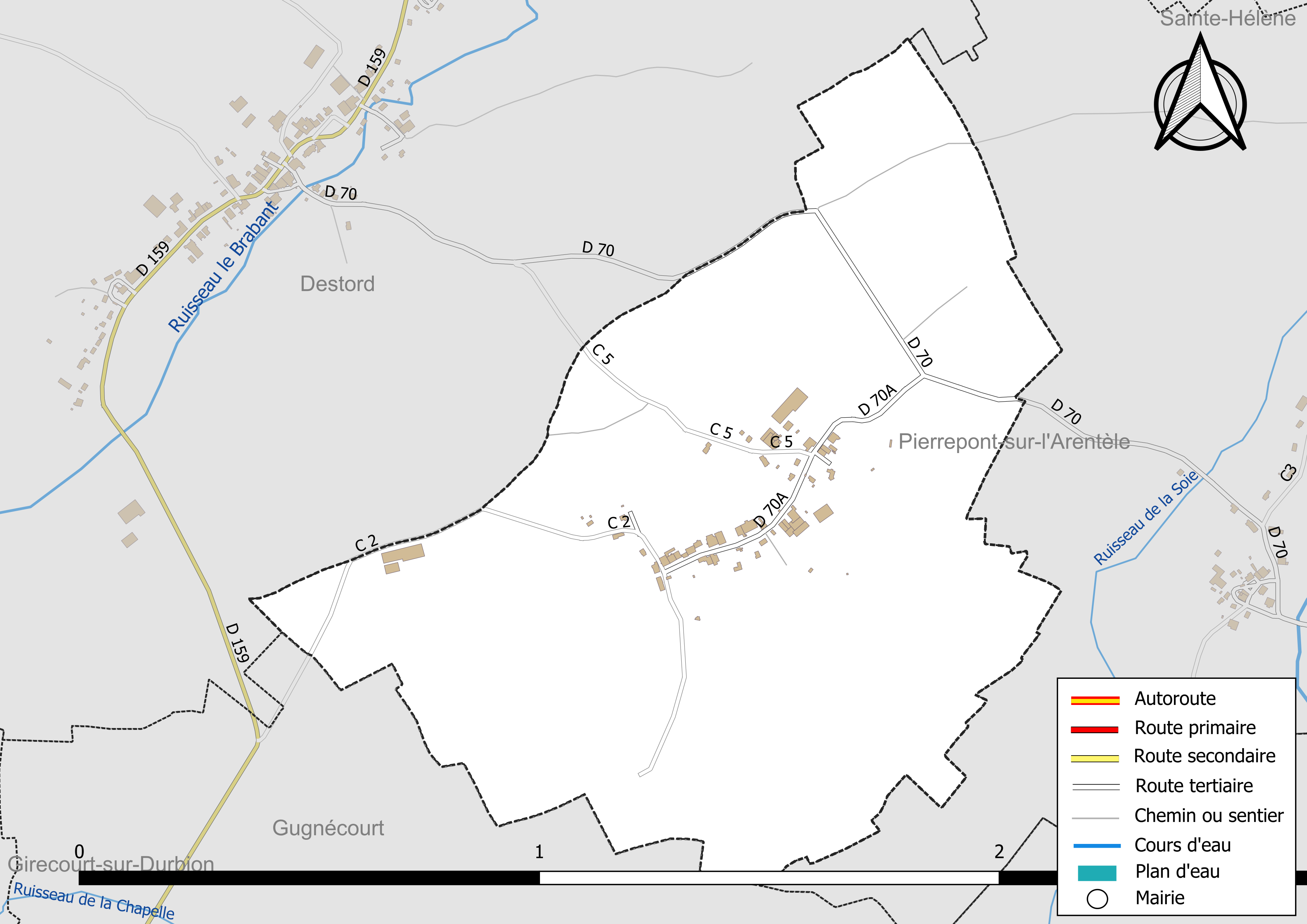
Réseaux hydrographique et routier de Nonzeville.

### Climat
Pour des articles plus généraux, voir Climat du Grand Est et Climat des Vosges.
En 2010, le climat de la commune est de type climat de montagne, selon une étude du Centre national de la recherche scientifique s'appuyant sur une série de données couvrant la période 1971-2000. En 2020, Météo-France publie une typologie des climats de la France métropolitaine dans laquelle la commune est exposée à un climat semi-continental et est dans la région climatique  Vosges, caractérisée par une pluviométrie très élevée (1 500 à 2 000 mm/an) en toutes saisons et un hiver rude (moins de 1 °C). 
Pour la période 1971-2000, la température annuelle moyenne est de 9,3 °C, avec une amplitude thermique annuelle de 16,8 °C. Le cumul annuel moyen de précipitations est de 963 mm, avec 13 jours de précipitations en janvier et 10,4 jours en juillet. Pour la période 1991-2020, la température moyenne annuelle observée sur la station météorologique de Météo-France la plus proche, « Le Roulier_sapc », sur la commune du Roulier à 11 km à vol d'oiseau, est de 10,2 °C et le cumul annuel moyen de précipitations est de 1 000,2 mm. 
La température maximale relevée sur cette station est de 38,1 °C, atteinte le 25 juillet 2019 ; la température minimale est de −18,3 °C, atteinte le 20 décembre 2009,,. 
Les paramètres climatiques de la commune ont été estimés pour le milieu du siècle (2041-2070) selon différents scénarios d'émission de gaz à effet de serre à partir des nouvelles projections climatiques de référence DRIAS-2020. Ils sont consultables sur un site dédié publié par Météo-France en novembre 2022.

## Urbanisme

### Typologie
Au 1er janvier 2024, Nonzeville est catégorisée commune rurale à habitat très dispersé, selon la nouvelle grille communale de densité à sept niveaux définie par l'Insee en 2022.
Elle est située hors unité urbaine. Par ailleurs la commune fait partie de l'aire d'attraction d'Épinal, dont elle est une commune de la couronne,. Cette aire, qui regroupe 118 communes, est catégorisée dans les aires de 50 000 à moins de 200 000 habitants,.

### Occupation des sols
L'occupation des sols de la commune, telle qu'elle ressort de la base de données européenne d’occupation biophysique des sols Corine Land Cover (CLC), est marquée par l'importance des territoires agricoles (76,3 % en 2018), une proportion identique à celle de 1990 (76,3 %). La répartition détaillée en 2018 est la suivante : 
prairies (43,5 %), zones agricoles hétérogènes (32,8 %), forêts (23,7 %). L'évolution de l’occupation des sols de la commune et de ses infrastructures peut être observée sur les différentes représentations cartographiques du territoire : la carte de Cassini (XVIIIe siècle), la carte d'état-major (1820-1866) et les cartes ou photos aériennes de l'IGN pour la période actuelle (1950 à aujourd'hui).

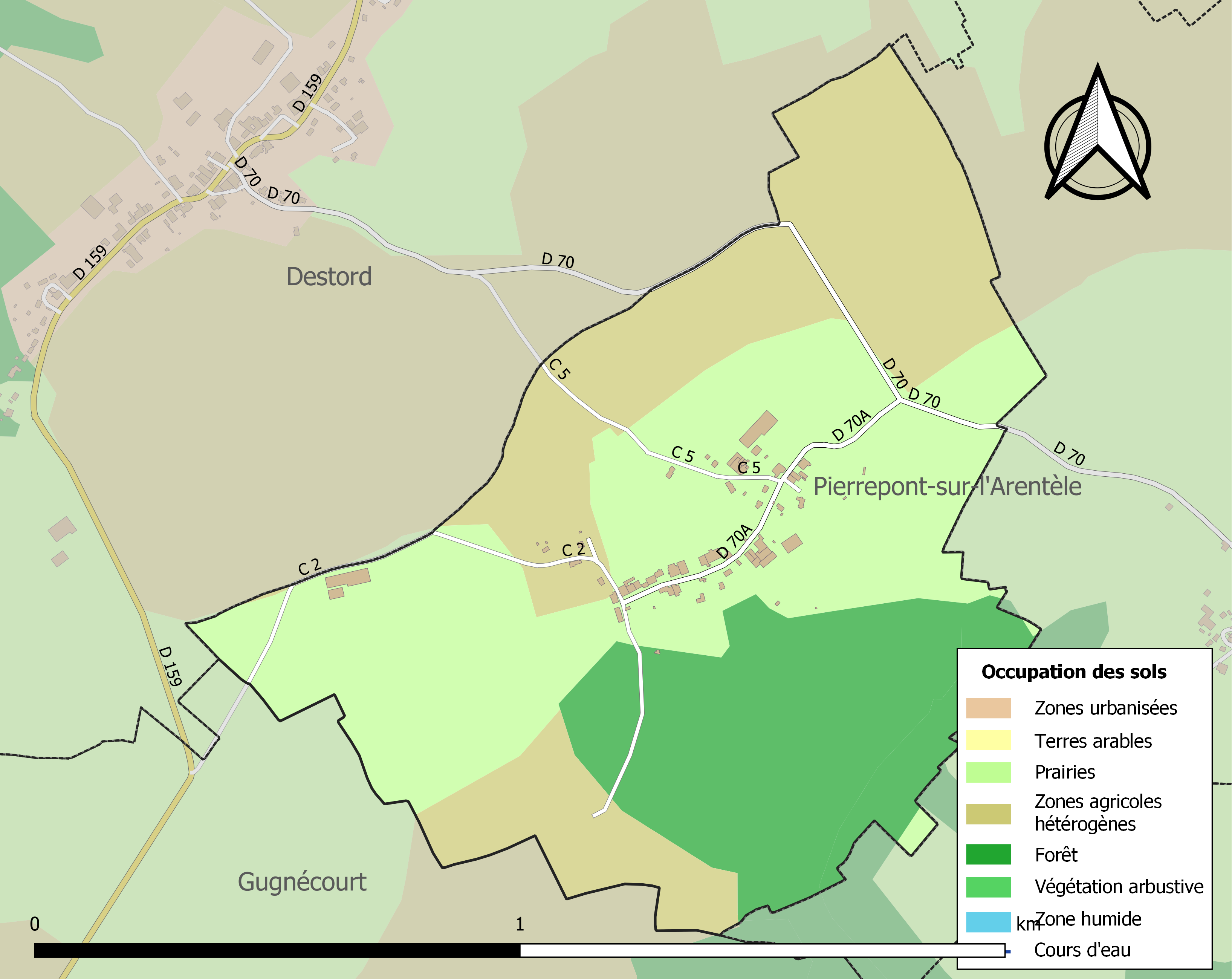
Carte des infrastructures et de l'occupation des sols de la commune en 2018 (CLC).

### Voies de communications et transports

#### Voies routières
La commune est à 1,5 km de >Pierrepont-sur-l'Arentèle, 1,6 de Destord, 4,6 de Frémifontaine et 24,1 de Épinal.

#### Transports en commun

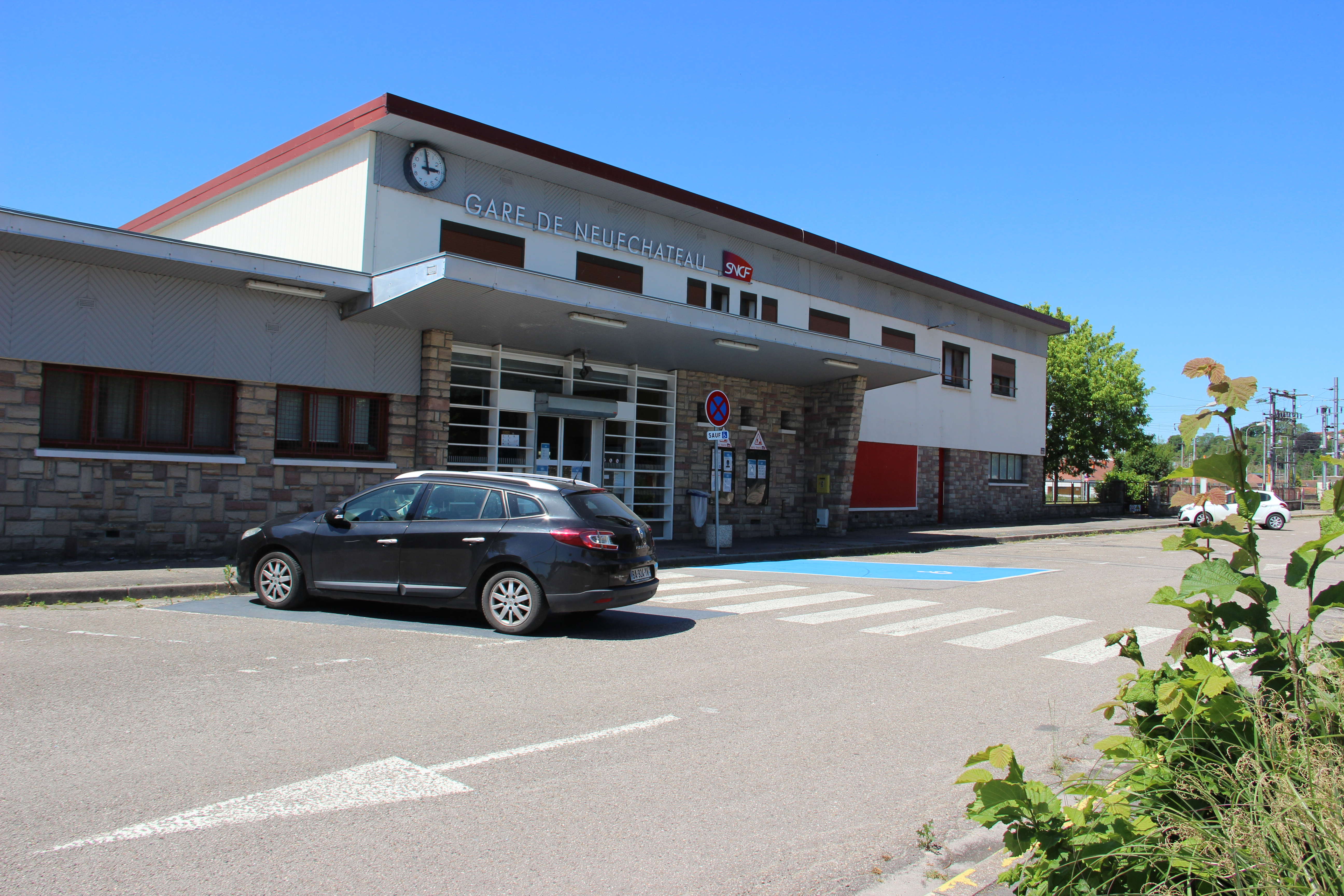
Gare Bruyères.

- Fluo Grand Est.

#### Lignes SNCF
- Gare Bruyères

#### Transports aériens
- L'Aéroport d'Épinal-Mirecourt « Vosges Aéroport ».

À partir de l'été 2021, l’aéroport d’Épinal-Mirecourt est devenu le "pélicandrome" de la Zone Est et servira ainsi de base de ravitaillement et d’intervention pour les avions bombardiers d’eau connus sous le nom de Dash 8.
- Aéroport de Nancy-Essey.
- Aéroport de Colmar - Houssen.

## Toponymie
Le nom de la localité est attesté sous les formes ? Nontiavilla (xe siècle) ; Nuntiavilla — D. de Lonzeville (1293) ; Nonzeville (1370) ; Lonzeyville (1370) ; Lonziville (1381) ; Lonseville (1451) ; Lonzainville (1455) ; Lonzenville (1488) ; Nozenville (1541) ; Nonziville (1572) ; Nonsiville (1575) ; Nonzieville (1656) ; Nozéville (1768).

## Histoire
La mention la plus ancienne du village remonte au Xe siècle sous le nom de Nuntiavilla que l'on peut traduire du latin comme  « la ville annonciatrice, des nouvelles ».
Nommé par la suite Lonzéville ou encore Nonzéville, le village faisait partie, sous l'Ancien Régime, du ban de Vaudicourt, propriété du chapitre de Saint-Dié. L'actuelle Grande Rue portait d'ailleurs le nom de rue du Ban-de-Vaudicourt jusqu'au XIXe siècle.
Au XVIe siècle le village a connu son maximum de population, mais la guerre de Trente Ans lui fit en perdre plus des trois quarts (massacres, peste).

### Seconde Guerre mondiale
Le village fut libéré le 28 septembre 1944 au matin par la 3e section du 191e bataillon de chars américain (45e division d'infanterie).
La commune n'ayant connu aucune victime durant les deux guerres mondiales une statue de la Vierge fut érigée sur les hauteurs du village [réf. nécessaire].

## Politique et administration

### Découpage territorial
Nonzeville fut une des communes fondatrices de la communauté de communes de l'Arentèle-Durbion-Padozel dont elle a été membre de 2003 à 2013.
Depuis le 1er janvier 2014 elle est intégrée à la communauté de communes Bruyères - Vallons des Vosges.
Par arrêté préfectoral du 15 septembre 2023, la commune est retirée le 1er janvier 2024 de l'arrondissement d'Épinal et rattachée à l'arrondissement de Saint-Dié-des-Vosges.

### Liste des maires
| Période   | Période   | Identité              | Étiquette | Qualité                       |
| --------- | --------- | --------------------- | --------- | ----------------------------- |
| 1903      | 1908      | Jules Fremiot         |           |                               |
| 1908      | 1919      | Constant Aubertin     |           | [ 23 ]                        |
| 1919      | 1921      | Charles Marquis       |           |                               |
| 1921      | 1929      | Émile Pierrat         |           |                               |
| 1929      | 1948      | Léon Aubertin         |           |                               |
| 1948      | 1958      | Paul-Justin Hertement |           |                               |
| 1958      | 1971      |                       |           |                               |
| 1971      | 1977      | Charles Marquis       |           |                               |
| 1977      | mars 1983 | Paul Hertement        |           |                               |
| mars 1983 | juin 1995 | Charles Marquis       |           |                               |
| juin 1995 | mars 2014 | Michel Thiéry         |           |                               |
| mars 2014 | 2020      | Denis Bernard         |           |                               |
| 2020      | En cours  | Ludovic Didierjean    |           | Cadre de la fonction publique |

### Budget et fiscalité 2023

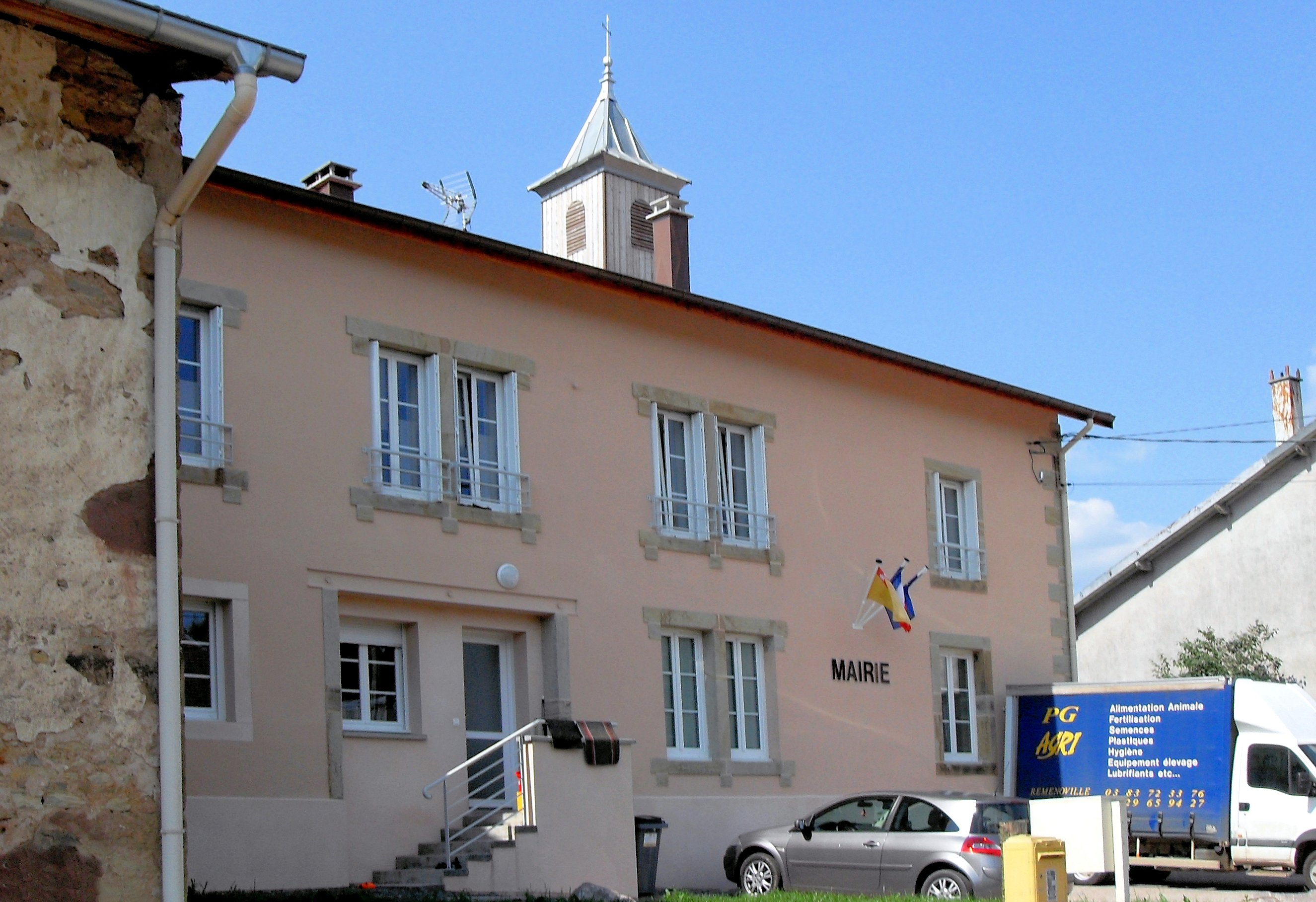
La mairie.

En 2023, le budget de la commune était constitué ainsi :
- total des produits de fonctionnement : 130 000 €, soit 2 324 € par habitant ;
- total des charges de fonctionnement : 81 000 €, soit 1 446 € par habitant ;
- total des ressources d'investissement : 98 000 €, soit 1 742 € par habitant ;
- total des emplois d'investissement : 45 000 €, soit 809 € par habitant ;
- endettement : 151 000 €, soit 2 689 € par habitant.

Avec les taux de fiscalité suivants :
- taxe d'habitation : 15,07 % ;
- taxe foncière sur les propriétés bâties : 34,46 % ;
- taxe foncière sur les propriétés non bâties : 21,90 % ;
- taxe additionnelle à la taxe foncière sur les propriétés non bâties : 0,00 % ;
- cotisation foncière des entreprises : 0,00 %.

Chiffres clés Revenus et pauvreté des ménages en 2021 : médiane en 2021 du revenu disponible, par unité de consommation.

## Économie

### Entreprises et commerces

#### Agriculture
- Culture et élevage associés.
- Élevage d'autres bovins et de buffles.
- Élevage d'autres animaux.
- Exploitation forestière.

#### Tourisme
- Hébergements et restauration à Grandvillers, Rambervillers, Jeanménil, Épinal, Tendon.

#### Commerces
- Commerces et services de proximité[27].

## Population et société

### Démographie

#### Évolution démographique
| 1503 | 1558 | 1618 | 1648 | 1708 | 1794 |
| ---- | ---- | ---- | ---- | ---- | ---- |
| 166  | 193  | 115  | 29   | 103  | 76   |

L'évolution du nombre d'habitants est connue à travers les recensements de la population effectués dans la commune depuis 1793. Pour les communes de moins de 10 000 habitants, une enquête de recensement portant sur toute la population est réalisée tous les cinq ans, les populations de référence des années intermédiaires étant quant à elles estimées par interpolation ou extrapolation. Pour la commune, le premier recensement exhaustif entrant dans le cadre du nouveau dispositif a été réalisé en 2004.

En 2022, la commune comptait 55 habitants, en évolution de +10 % par rapport à 2016 (Vosges : −2,96 %, France hors Mayotte : +2,11 %).
| 1793 | 1800 | 1806 | 1821 | 1831 | 1836 | 1841 | 1846 | 1856 |
| ---- | ---- | ---- | ---- | ---- | ---- | ---- | ---- | ---- |
| 76   | 61   | 82   | 95   | 195  | 110  | 107  | 124  | 108  |

| 1861 | 1866 | 1876 | 1881 | 1886 | 1891 | 1896 | 1901 | 1906 |
| ---- | ---- | ---- | ---- | ---- | ---- | ---- | ---- | ---- |
| 102  | 95   | 104  | 106  | 102  | 93   | 92   | 81   | 79   |

| 1911 | 1921 | 1926 | 1931 | 1936 | 1946 | 1954 | 1962 | 1968 |
| ---- | ---- | ---- | ---- | ---- | ---- | ---- | ---- | ---- |
| 68   | 67   | 73   | 66   | 59   | 49   | 56   | 58   | 50   |

| 1975 | 1982 | 1990 | 1999 | 2004 | 2006 | 2009 | 2014 | 2019 |
| ---- | ---- | ---- | ---- | ---- | ---- | ---- | ---- | ---- |
| 56   | 48   | 60   | 51   | 41   | 38   | 43   | 49   | 53   |

| 2022 | - | - | - | - | - | - | - | - |
| ---- | - | - | - | - | - | - | - | - |
| 55   | - | - | - | - | - | - | - | - |

### Enseignement
Établissements d'enseignements :
- Écoles maternelles et primaires à Girecourt-sur-Durbion, Sainte-Hélène, Grandvillers, Bult, Fremifontaine.
- Écoles primaires à Pierrepont-sur-l'Arentèle, Destord, Gugnécourt, Girecourt-sur-Durbion.
- Collèges à Bruyères, Rambervillers, Épinal.
- Lycées à Bruyères, La Baffe, Roville-aux-Chênes.

### Santé
Professionnels et établissements de santé :
- Médecins à Grandvillers, Sercoeur, Brouvelieures, Rambervillers, Bruyères.
- Pharmacies à Rambervillers, Bruyères, Deyvillers, Docelles, Dogneville, Thaon-les-Vosges.
- Hôpitaux à Rambervillers, Bruyères, Thaon-les-Vosges, Épinal.

### Cultes
- Culte catholique. La commune, qui n'a pas d'église, dépend de la Paroisse Sainte-Libaire-de-Rambervillers[34], Diocèse de Saint-Dié.

## Culture locale et patrimoine

### Lieux et monuments
- Camp romain au lieu-dit Rond-Bois, situé le long de l'ancienne voie romaine[35] reliant Mortagne à Girmont[36] [37].
- Mairie-école. La mairie, qui abritait autrefois aussi l'école, a été construite en 1851[38].

La tradition veut que la cloche qui domine la mairie résonne matin et soir entre le décès et l'inhumation d'un habitant du village.[réf. souhaitée]
- Croix de mission de 1857[39].
- Monument commémoratif 1914-1918 commun avec Destord[40],[41],[42],[43].

### Héraldique
| Blason | Blasonnement : Parti d'argent à la barre d'azur chargée de trois roses d'argent et d'or à la bande de gueules chargée de trois alérions d'argent, au N de gueules brochant en pointe. Commentaires : Les armoiries mêlent les trois roses du chapitre de Saint-Dié et les trois alérions du duché de Lorraine (voir aussi : Courtoisie héraldique) |